# Death Cult Armageddon
Death Cult Armageddon – wydany w 2003 roku, szósty album studyjny norweskiego zespołu black metalowego Dimmu Borgir. W tekstach piosenek przeważa tematyka apokaliptyczna. Album odniósł ogromny sukces, w samych Stanach Zjednoczonych sprzedano ponad 100.000 egzemplarzy (informacja za Nuclear Blast). 
Do piosenki "Progenies of the Great Apocalypse" nakręcono teledysk. Utwór ten, wraz z piosenką "Vredesbyrd", były jedynymi singlami z tej płyty. Część tej płyty została nagrana we współpracy z "Praska Orkiestra Filharmoniczna". Abbath z Immortal użyczył głosu w utworach "Progenies of the Great Apocalypse" i "Heavenly Perverse". Piosenki "Progenies of the Great Apocalypse" i "Eradication Instincts Defined" zostały użyte w tle trailera filmu "Hellboy".

## Lista utworów
Opracowano na podstawie materiału źródłowego.
1. "Allegiance" (sł. Silenoz, muz. Galder, Mustis, Shagrath) - 5:50
2. "Progenies of the Great Apocalypse" (sł. Silenoz, muz. Mustis) - 5:18
3. "Lepers Among Us" (sł. Silenoz, muz. Silenoz, Galder, Shagrath) - 4:44
4. "Vredesbyrd" (sł. Silenoz, muz. Silenoz, Mustis, Shagrath) - 4:44
5. "For the World to Dictate Our Death" (sł. Silenoz, muz. Shagrath) - 4:46
6. "Blood Hunger Doctrine" (sł. Silenoz, Shagrath, muz. Mustis, Shagrath) - 4:40
7. "Allehelgens Død I Hellveds Rike" (sł. Silenoz, muz. Silenoz, Galder, Mustis, Vortex) - 5:35
8. "Cataclysm Children" (sł. Silenoz, muz. Silenoz, Galder) - 5:15
9. "Eradication Instincts Defined" (sł. Silenoz, muz. Silenoz, Mustis) - 7:12
10. "Unorthodox Manifesto" (sł. Aldrahn, Silenoz, muz. Silenoz, Galder, Mustis, Shagrath) - 8:50
11. "Heavenly Perverse" (sł. Silenoz, muz. Galder, Shagrath, Vortex) - 6:32
12. "Satan My Master" (cover Bathory; utwór dodatkowy) - 2:14

## Twórcy
Opracowano na podstawie materiału źródłowego.
| - Stian "Shagrath" Thoresen – śpiew, instrumenty klawiszowe - Sven "Silenoz" Atle Kopperud – gitara - Thomas Rune "Galder" Andersen Orre – gitara - Simen "ICS Vortex" Hestnæs – gitara basowa, śpiew (utwory 2, 7) - Øyvind Johan "Mustis" Mustaparta – instrumenty klawiszowe - Nicholas Barker - perkusja - Abbath - gościnnie śpiew (utwory 2, 11) | - Fredrik Nordström – produkcja, miksowanie, inżynieria dźwięku - Patrik Sten – asystent inżyniera dźwięku - Arnold Linberg – asystent inżyniera dźwięku - Peter in de Detou – mastering - Charlie Storm – syntezatory, sample - Joachim Luetke – oprawa graficzna - Praska Orkiestra Filharmoniczna pod batutą Adama Klemensa |

## Wydania
| Rok  | Nr katalogowy                     | Format                         | Wytwórnia     | Region            | Źródło |
| ---- | --------------------------------- | ------------------------------ | ------------- | ----------------- | ------ |
| 2003 | NB 1047-2, 27361 10472            | CD, Album                      | Nuclear Blast | Niemcy            | [ 6 ]  |
| 2003 | NB 1047-1                         | 2xLP, Album                    | Nuclear Blast | Niemcy            | [ 6 ]  |
| 2003 | MICP-10391                        | CD, Album                      | Avalon        | Japonia           | [ 6 ]  |
| 2003 | IROND CD 03-666                   | CD, Album                      | Irond         | Rosja             | [ 6 ]  |
| 2003 | NB 1047-2, 1047-2                 | CD, Album                      | Nuclear Blast | Stany Zjednoczone | [ 6 ]  |
| 2003 | IROND CD 03-666/1                 | CD, Album, Enh, Dig            | Irond         | Rosja             | [ 6 ]  |
| 2003 | NB 1047-0, 27361 10470, NB 1165-0 | CD, Album, Ltd, Dig            | Nuclear Blast | Niemcy            | [ 6 ]  |
| 2003 | NB 1047-5                         | CD, Album, Ltd, Met            | Nuclear Blast | Niemcy            | [ 6 ]  |
| 2003 | NB 1047-5                         | CD, Album, Ltd, Met + Box, Ltd | Nuclear Blast | Niemcy            | [ 6 ]  |
| 2003 | brak                              | Cass, Promo, Album             | Nuclear Blast | Niemcy            | [ 6 ]  |
| 2003 | NB 1181-2                         | DVD-V, Multichannel            | Nuclear Blast | Niemcy            | [ 6 ]  |
| 2003 | brak                              | DVD-V, Single, Promo           | Nuclear Blast | Niemcy            | [ 6 ]  |
| 2008 | BOBV073LP                         | 2xLP, Album, Ltd, Whi          | Back On Black | Wielka Brytania   | [ 6 ]  |

## Pozycje na listach
| Lista                   | Kraj              | Pozycja |
| ----------------------- | ----------------- | ------- |
| Billboard 200           | Stany Zjednoczone | 170     |
| Top Independent Albums  | Stany Zjednoczone | 10      |
| Top Heatseekers         | Stany Zjednoczone | 7       |
| VG-Lista                | Norwegia          | 2       |
| Suomen virallinen lista | Finlandia         | 9       |
| Ö3 Austria Top 40       | Austria           | 14      |
| Sverigetopplistan       | Szwecja           | 28      |
| MegaCharts              | Holandia          | 42      |
| Schweizer Hitparade     | Szwajcaria        | 54      |
| SNEP                    | Francja           | 35      |
| Mahasz                  | Węgry             | 39      |